# Rémalard en Perche
Rémalard en Perche é uma comuna francesa na região administrativa da Normandia, no departamento de Orne. Estende-se por uma área de 50.68 km². Em 2010 a comuna tinha 1 969 habitantes (densidade: 38,9 hab./km²).
Foi criada em 1 de janeiro de 2016, a partir da fusão das antigas comunas de Bellou-sur-Huisne, Dorceau e Rémalard (sede da comuna).